# Eudendrium cingulatum
Eudendrium cingulatum is een hydroïdpoliep uit de familie Eudendriidae. De poliep komt uit het geslacht Eudendrium. Eudendrium cingulatum werd in 1854 voor het eerst wetenschappelijk beschreven door Stimpson. 